# The End (escultura)
The End (estilizado todo en mayúsculas) fue una escultura de la artista británica Heather Phillipson, que se instaló en el cuarto plinto de Trafalgar Square, Londres, de 2020 a 2022. La escultura representaba una porción gigantesca de crema batida derretida, coronada con una cereza, con una mosca y un dron escalando su superficie. El dron estaba equipado con una cámara, que enviaba una transmisión en vivo del área circundante a un sitio web dedicado. Con una altura de 9,4 metros, o casi 31 pies, la escultura fue la instalación más alta hasta la fecha como parte del Programa del Cuarto Plinto del Alcalde de Londres, que presenta una comisión móvil de obras de arte públicas.

## Contexto
Phillipson ha dicho que The End se inspiró a raíz de las elecciones presidenciales de Estados Unidos de 2016, así como después del referéndum Brexit en el Reino Unido. El trabajo también fue una respuesta a la historia de Trafalgar Square como lugar de celebración pública, protesta masiva y vigilancia. Fue descrito como un trabajo «distópico», con la crema derretida que simboliza la sociedad al borde del colapso. Observer señaló que la transmisión en vivo del dron con cámara significaba que «la obra de arte [estaba] literalmente vigilando a su audiencia», ofreciendo la posibilidad de interactuar con la pieza desde cualquier parte del mundo «espiando a los transeúntes desprevenidos de una manera verdaderamente distópica».
La inauguración de la escultura estaba originalmente programada para el 26 de marzo de 2020, pero se pospuso debido a que el Reino Unido entró en confinamiento durante la pandemia de COVID-19 el día en que debía instalarse. Finalmente se dio a conocer en lo que el periódico i llamó una «revelación silenciosa» el 30 de julio de 2020. La propia Phillipson reconoció que The End había cobrado un nuevo significado en el contexto de la pandemia mundial.
La escultura se construyó con acero y poliestireno, con una capa dura de poliuretano rociado, y pesaba 9 toneladas. La guinda del pastel fue descrita por la revista Apollo como «tan brillante que parece como si hubiera sido cubierta con esmalte de uñas». The End fue el primer encargo completamente accesible para el cuarto plinto, con parte de la placa en Braille, una imagen táctil de la obra y una descripción de audio disponible en línea.

## Recepción
The Evening Standard dijo en 2022 que The End había «dividido a los visitantes» de Trafalgar Square. Escribiendo para The Guardian, Tim Jonze notó el contraste entre la escultura y su entorno, y que había disfrutado «lo absolutamente absurdo de su existencia» como «simplemente un gran y dulce placer sentado alegremente entre los canosos generales de guerra y sus caballos». Phillipson ha dicho que «la impresión de que algo se arrojó desde la estratosfera» fue deliberada, y que ella había querido explorar «cómo aterrizaría conceptualmente, pero también, simplemente, visualmente, descaradamente, entre toda esa estatua».
Varios observadores enfatizaron la tensión entre la apariencia superficialmente «alegre» del dulce gigante y los matices más oscuros sugeridos por el dron y la mosca. La periodista de arte y cultura Arwa Haider escribió en la revista Elephant que «The End es una obra que te atrae positivamente antes de que sus detalles te hagan retroceder: una bola gigante de crema de aspecto delicioso con una cereza encima, con una mosca monstruosa a horcajadas sobre su remolino, y una cámara de dron con forma de insecto cerca de su punto máximo». El reportero de cultura de The New York Times, Alex Marshall, caracterizó a The End como una «pieza ambigua» y argumentó que la ambigüedad era «central para el encanto de las obras de la Sra. Phillipson, cuyos exteriores brillantes y exagerados a menudo desmienten sus mensajes oscuros y urgentes».
El crítico de arte Thomas Marks escribió en Apollo: The International Art Magazine que The End fue «muy sorprendente» como «un monumento a la escala de nuestros excesos, a las tentaciones caricaturescas del azúcar y los alimentos procesados, y un memento mori de cómo se están expandiendo nuestras cinturas». Al comentar que la representación de la escultura de cómo «el encanto fácil da paso al asco» recordaba a Andy Warhol y otros artistas sobre la comida rápida, Marks señaló que The End probablemente era una alusión a Dropped Cone (2001) de Claes Oldenburg y Coosje van Bruggen), una enorme escultura de helado de vainilla exhibida en el techo de un centro comercial en Colonia, Alemania.